# Vladislav Gavrikov
Vladislav Gavrikov (Yaroslavl, Rusia, 21 de noviembre de 1995) es un jugador profesional ruso de hockey sobre hielo que se desempeña en la posición de defensor izquierdo en Los Angeles Kings, equipo de la National Hockey League (NHL).

## Carrera
Fue seleccionado en la sexta ronda en la NHL Entry Draft de 2015. En 2018 hizo su debut profesional con el equipo Columbus Blue Jackets, en el cual jugó cinco temporadas (2018-2022), después pasó a Los Angeles Kings, donde lleva jugando dos temporadas.